# Хульяка
Хульяка (ісп. Juliaca, кечуа та аймара: Hullaqa) – місто в південно-східній частині Перу, в регіоні Пуно. Адміністративний центр провінції Сан-Роман. Знаходиться за 45 км на північній захід від озера Тітікака. Це найбільше місто всього регіону, з населенням 225 146 чоловік за даними перепису 2007 року. Знаходиться на плато Альтіплано, на висоті 3 825 м над рівнем моря. Важливий торговий центр регіону.

## Клімат
Місто знаходиться у зоні, котра характеризується кліматом полярних пустель. Найтепліший місяць — грудень із середньою температурою 10.1 °C (50.2 °F). Найхолодніший місяць — липень, із середньою температурою 4.4 °С (39.9 °F).
| Клімат Хульяки          | Клімат Хульяки | Клімат Хульяки | Клімат Хульяки | Клімат Хульяки | Клімат Хульяки | Клімат Хульяки | Клімат Хульяки | Клімат Хульяки | Клімат Хульяки | Клімат Хульяки | Клімат Хульяки | Клімат Хульяки | Клімат Хульяки |
| Показник                | Січ.           | Лют.           | Бер.           | Квіт.          | Трав.          | Черв.          | Лип.           | Серп.          | Вер.           | Жовт.          | Лист.          | Груд.          | Рік            |
| Середня температура, °C | 9,9            | 9,9            | 9,8            | 8,6            | 6,4            | 4,6            | 4,4            | 5,8            | 7,9            | 9,2            | 9,8            | 10,1           | 8              |
| Норма опадів, мм        | 140.9          | 124.7          | 111            | 37.8           | 12.9           | 2.7            | 2.7            | 6.4            | 27.5           | 36.4           | 52.2           | 100.2          | 655.4          |
| Днів з опадами          | 16             | 22,6           | 12,8           | 7,1            | 3,3            | 1,3            | 1,6            | 2,5            | 6,3            | 7,1            | 7,6            | 12,7           | 100,9          |
| Вологість повітря, %    | 67.3           | 69.8           | 68.6           | 60.5           | 52             | 47             | 48.2           | 51.1           | 52.3           | 51.5           | 52             | 60.2           | 56.7           |
| ----------------------- | -------------- | -------------- | -------------- | -------------- | -------------- | -------------- | -------------- | -------------- | -------------- | -------------- | -------------- | -------------- | -------------- |
| Джерело: Weatherbase    |                |                |                |                |                |                |                |                |                |                |                |                |                |